# Нілов Олексій Геннадійович
Олексій Геннадійович Нилов (31 січня 1964, Ленінград) — російський актор театру і кіно. Заслужений артист РФ (2006).

## Життєпис
Народився 31 січня 1964 в Ленінграді (нині Санкт-Петербург).
У 1985 році закінчив акторський факультет Ленінградського державного інституту театру, музики і кінематографії (курс Рубена Агамирзяна), отримавши спеціальність «актор театру і кіно».
Після закінчення інституту один рік служив в лавах Радянської Армії в місті Чернігові. Отримав військову спеціальність мінера-підривника. У 1986 році, під час військової служби, брав участь в ліквідації наслідків Чорнобильської аварії.. Є ліквідатором наслідків аварії на Чорнобильській АЕС I ступеня. У 2014 році у віці п'ятдесяти років достроково вийшов на пенсію.

### Сім'я
- Батько — Геннадій Петрович Нілов, актор
- Мати — Галина Панкратівна Нілова, інженер-хімик.[5]
- Брат — Антон Геннадійович Нілов.
- Двоюрідний дідусь — Павло Петрович Кадочников, актор.
- Троюрідна сестра — Наталія Петрівна Кадочнікова, акторка.

## Вибрана фільмографія
- «Степан Сергійович» (1989),
- «Мічені» (1991),
- «Вулиці розбитих ліхтарів» (1998—н.ч.)